# 奥特亚罗瓦新西兰绿党
奥特亚罗瓦新西兰绿党（英語：Green Party of Aotearoa New Zealand）是新西兰的一个左翼政党。该党成立于1990年5月，前身是价值党。该党的意识形态是绿色政治。该党的总部位于惠灵顿。该党的青年翼是奥特亚罗瓦新西兰青年绿党。该党是全球绿党和亚太绿党联盟的成员。该党的口号是“爱新西兰”。
2017年大選後，綠黨議席減少，但卻得以透過信任供給予紐西蘭工黨和紐西蘭第一的聯合政府。綠黨亦因此獲得三個閣外部長職位，是為綠黨首次參與籌組政府。
当前，该党的共同领袖是马拉玛·戴维森和克洛伊·斯沃布里克。